# 克拉特岩
68°34′S 77°54′E / 68.567°S 77.900°E
克拉特岩（英語：Krat Rocks）是南極洲的岩石，位於伊利沙伯女皇地，處於布魯夫島以南1.5公里，由澳大利亞探險隊測量師繪入地圖，現時由南極條約體系管理。